# Maj Britt Andersen
Maj Britt Andersen (Lena, 15 novembre 1956) è una cantante norvegese.

## Biografia
Maj Britt Andersen è divenuta nota come cantante di musica per bambini negli anni '70, e ha raggiunto l'apice del successo nel 1986 con l'album Folk er rare!, che ha venduto più di 100 000 copie in Norvegia e che le ha fruttato il suo primo premio Spellemann, il principale riconoscimento musicale norvegese. In totale è stata candidata per dodici Spellemann, e ha ottenuto la sua seconda statuetta nel 2015 grazie all'album Væla omkring. Il suo primo ingresso nella classifica norvegese è stato grazie al disco Onger er rare, che nel 2006 ha esordito alla 25ª posizione.

## Discografia

### Album in studio
- 1975 – Et lite under
- 1978 – Det svinger i meg
- 1985 – Har du hørt det?
- 1986 – Folk er rare!
- 1987 – Tida går så altfor fort
- 1988 – Folk er rare! 2!
- 1990 – Tamme erter & villbringebær
- 1992 – Kjærtegn
- 1994 – Rippel Rappel
- 1997 – Vinterkropp
- 1998 – Chevina
- 2004 – Dørstokken heme
- 2006 – Onger er rare
- 2008 – Pulverheksas jul
- 2010 – Indranis sang
- 2012 – Landsbybarna i Bawatele
- 2015 – Væla omkring
- 2017 – Pulverheksa og vennene hennes
- 2018 – Et stille sted

### Raccolte
- 1996 – Maj Britts 40 rareste
- 2015 – Livet er ei vise

### EP
- 1995 – Julekveldsvise
- 2008 – Julegaven

### Singoli
- 1978 – Hør hva andre har fått til
- 1978 – Alt blir hva du gjør det til
- 1979 – Jeg ringer deg i kveld
- 1984 – Om verda var en ballong (con Freddy Dahl)
- 1986 – Rare folk
- 1988 – Folk er rare
- 1990 – Akkurat nå
- 1997 – Sykkelvisa
- 2017 – Her i pulverskogen
- 2018 – Tampen brenner

#### Come artista ospite
- 1988 – Bli frisk igjen (Dissimilis feat. Bjørn Eidsvåg, Maj Britt Andersen & Ole Edvard Antonsen)